# Pilea ansincola
Pilea ansincola är en nässelväxtart som beskrevs av Ignatz Urban och Ekman. Pilea ansincola ingår i släktet pileor, och familjen nässelväxter. Inga underarter finns listade i Catalogue of Life.